# Il cane giallo
Il cane giallo (titolo originale francese Le chien jaune, pubblicato in traduzione italiana anche col titolo Maigret e il cane giallo) è un romanzo poliziesco di Georges Simenon con protagonista il commissario Maigret. È il sesto romanzo dedicato al personaggio del commissario Maigret.

## Trama
Maigret è chiamato a Concarneau, per indagare sull'enigmatico ferimento del famoso commerciante di vini locale, Mostaguen. Quello di Mostaguen è solo il primo di una serie di omicidi, o tentati omicidi, che coinvolgono il gruppo di amici del commerciante, tutti esponenti di spicco della città. Maigret segue la sua pista, in qualche modo guidato da un bizzarro cane giallo sempre presente nei momenti e sui luoghi degli omicidi. Un confronto voluto da Maigret con tutti i protagonisti di questa intricata vicenda, porterà il commissario alla soluzione del caso.

## Edizioni
Il romanzo è stato scritto all'hotel La Michaudière di Guigneville-sur-Essonne, nei pressi di La Ferté-Alais in Francia nel marzo del 1931 e pubblicato per la prima volta sempre in Francia, nell'aprile dello stesso anno, presso l'editore Fayard.
In Italia è apparso per la prima volta nel 1932 con il titolo Il cane giallo, tradotto da Guido Cantini e pubblicato da Mondadori nella collana "I libri neri. I romanzi di Georges Simenon" (n° 4). Sempre per lo stesso editore è stato ripubblicato anche col titolo Maigret e il cane giallo in altre collane o raccolte tra gli anni quaranta e ottanta (dal 1964 nella traduzione di Roberto Cantini e dal 1989 nella traduzione di Emanuela Fubini). Nel 1995 il romanzo è stato pubblicato presso Adelphi con il titolo Il cane giallo, tradotto da Marina Verna, nella collana dedicata al commissario (parte de "gli Adelphi", al n° 75).

## Film e televisione
Al romanzo è ispirata una pellicola cinematografica, dal titolo omonimo Le chien jaune. La regia è di Jean Tarride e il film (inedito in Italia) è del 1932, con Abel Tarride, padre del regista, nel ruolo del celebre commissario.
Due sono stati invece gli adattamenti per la televisione, entrambi facenti parte della serie televisiva Les enquêtes du commissaire Maigret: l'episodio dal titolo Le chien jaune, per la regia di Claude Barma, girato in bianco e nero e trasmesso per la prima volta su TV1 (Francia) il 24 febbraio 1968, con Jean Richard nel ruolo del commissario Maigret; e un altro episodio, sempre con Jean Richard, con lo stesso titolo e tratto dallo stesso romanzo, ma in una versione a colori, diretto da Pierre Bureau e trasmesso per la prima volta su Antenne 2 il 13 marzo 1988.